# Pawel Ljubamudrau
Pawel Henadsjewitsch Ljubamudrau (belarussisch Павел Генадзьевіч Любамудраў, russisch Павел Геннадьевич Любомудров Pawel Gennadjewitsch Ljubomudrow; * 24. Mai 1987 in Minsk) ist ein belarussischer Dirigent, der für seinen innovativen Zugang zur klassischen Musik bekannt ist. Er ist Gründer des Metamorphose String Orchestra, das er 2015 ins Leben rief.

## Ausbildung und Karriere
Ljubamudrau studierte Dirigieren am Sankt Petersburger Konservatorium, bevor er sich entschloss, das Metamorphose String Orchestra zu gründen. Unter seiner Leitung hat sich das Orchester schnell einen Namen gemacht und experimentiert fortwährend mit seinem Repertoire, das sowohl klassische als auch zeitgenössische Werke umfasst.
Das Orchester trat in ganz Belarus auf und legt einen besonderen Fokus auf Kompositionen belarussischer und russischer Komponisten. Daneben gehören auch bekannte Werke von Beethoven, Tschaikowski und anderen namhaften Komponisten zum Programm. Die Vielseitigkeit des Ensembles zeigt sich in den zahlreichen internationalen Kooperationen sowie in genreübergreifenden Auftritten, wie beispielsweise mit der US-amerikanischen Metal-Band Manowar.
Zu Ljubamudraus bedeutendsten Aufnahmen zählt Vivaldis Vier Jahreszeiten im Jahr 2016. Darüber hinaus brachte Ljubamudrau mehrere Werke zeitgenössischer belarussischer Komponisten zur Uraufführung. Sein Großvater ist der Grafiker Pawel Kanstanzinawitsch Ljubamudrau.

## Diskografie (Auswahl)
- 2017: The Four Seasons
- 2022: Across the Classics (Live)
- 2024: Tales of the Magic Tree von Aljaksandr Litwinouski